# Parti de la jeunesse - Verts européens
Pour Parti pirate, voir Liste des partis pirates.
Le Parti de la jeunesse - Verts européens (en slovène : Stranka mladih - Zeleni Evrope) (SMS-ZELENI) est un parti politique écologiste de Slovénie. Il est dirigé par Darko Krajnc. Jusqu'à juillet 2009, il a été appelé le Parti de la jeunesse de Slovénie (Stranka mladih Slovenije, SMS).

## Histoire
Créé le 4 juillet 2000 par les déçus de la situation politique de l'époque, le Parti de la jeunesse de Slovénie a cherché à faire revivre la politique dans le pays. Traditionnellement, le parti a été insensible aux questions politiques[pas clair] et malgré cela, le parti encourage fortement les jeunes à s'impliquer afin de montrer que le parti est destiné à tous ceux qui désirent une approche nouvelle et pleine d'entrain à la politique en Slovénie. Le parti est membre du Parti vert européen.

## Résultats électoraux
Aux élections slovènes de 2000, le parti a gagné 4,34 % des voix et quatre sièges. Aux élections parlementaires du 3 octobre 2004, le parti a obtenu 2,1 % de votes, mais aucun siège. Lors des élections de 2008, le parti a dirigé une liste commune avec le parti populaire slovène. La liste commune a conservé cinq sièges sur les 5,2 % des voix obtenues. Lors des élections parlementaires slovènes de 2011, le parti a obtenu 0,86 % des voix, ne gagnant ainsi aucun siège à l'Assemblée nationale. 